# Vincenzo Sofo
Vincenzo Sofo, né le 18 décembre 1986 à Milan, est un homme politique italien. Membre de la Ligue puis de Frères d'Italie, il est député européen depuis 2020. Il est par ailleurs l’époux de la femme politique française Marion Maréchal.

## Biographie

### Origines et formation
Vincenzo Sofo est milanais d'origine calabraise. Il est diplômé en économie de l'université catholique du Sacré-Cœur de Milan.

### Parcours politique
Il s'engage d'abord pour La Droite de Francesco Storace, dont il est responsable de la branche jeunesse à Milan.
En 2009, il adhère à la Ligue du Nord. Spécialiste des questions culturelles, il anime Il Talebano (« Le Taliban »), un site de discussion politique dont les propositions sont régulièrement reprises par le secrétaire fédéral de la Ligue, Matteo Salvini. Proche de celui-ci, il contribue activement au changement de ligne du parti, qui passe d'un programme essentiellement régionaliste à des positions davantage nationalistes. Il est élu municipal à Milan.
Lors des élections européennes de 2019, il est élu en Italie méridionale avec 32 069 votes de préférence. En raison de sa position sur la liste, il prend ses fonctions de député européen après le Brexit, le 1er février 2020. Il rejoint le groupe Identité et démocratie (ID), où siègent les députés de la Ligue.
En février 2021, il quitte la Ligue pour Frères d'Italie (FdI), parti national-conservateur présidé par Giorgia Meloni, et rejoint le groupe Conservateurs et réformistes européens (CRE) au Parlement européen. Il marque ainsi son opposition à la décision de Matteo Salvini de soutenir le gouvernement Draghi.

### Vie privée
Depuis 2016, il est en couple avec Marion Maréchal, qu’il a rencontrée lors d'un rassemblement politique à Milan. Le couple se marie le 11 septembre 2021 et a une fille, Clotilde, née le 10 juin 2022.